# Dianthus pendulus
Dianthus pendulus là loài thực vật có hoa thuộc họ Cẩm chướng. Loài này được Boiss. & Blanche mô tả khoa học đầu tiên năm 1859.